# Åke Söderqvist

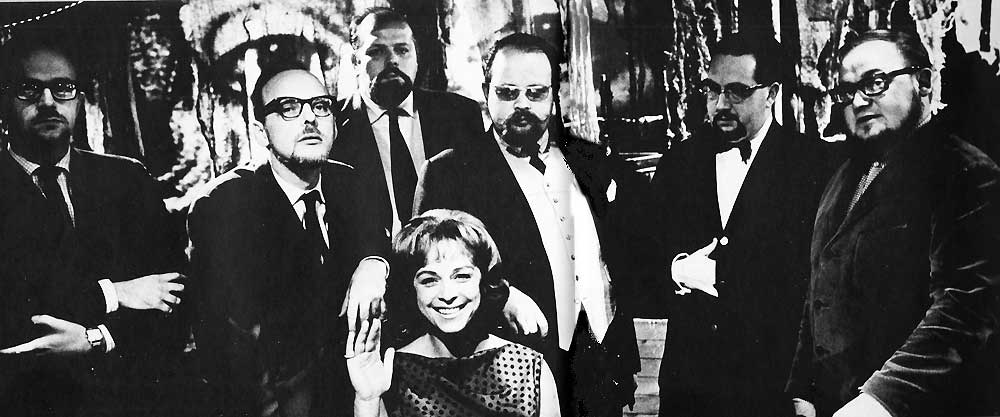
Åke Söderqvist i mitten (med vit väst) bland "Skäggen" i TV år 1963.

Per Erik Åke Söderqvist, född 13 september 1933 i Sundsvall, död 2 maj 1987 i Vaxholm, var en svensk TV-man och krögare.
Åke Söderqvist, som växte upp på Frösön, anställdes på Sveriges Radio 1956 och blev 1958 den förste chefen för televisionens nyhetsprogram Aktuellt. Han gick i början av 1960-talet över till underhållningsavdelningen, där han så småningom blev underhållningschef och TV-underhållare, bland annat som ett av "Skäggen". Det var Söderqvist som 1963 köpte in sketchen Grevinnan och betjänten som årligen sedan 1976 har sänts i SVT på nyårsafton.
Från slutet av 1960-talet fram till sin död var han krögare i Stockholm och skapade bland annat en av dåtidens innekrogar i Stockholm, Victoria i Kungsträdgården. Under senare år drev han Waxholms Hotell.
Söderqvist gav ut många böcker om mat och dryck (inklusive dryckesvisor) samt humorböcker (inklusive fräckisar).

## Filmografi
- 1964 – Svenska bilder
- 1967 – En sån strålande dag
- 1968 – H.C. Andersen-sagor
- 1971 – Fredag med familjen Kruse

## Teater och revy

### Roller
| År   | Roll        | Produktion                                        | Regi             | Teater       |
| ---- | ----------- | ------------------------------------------------- | ---------------- | ------------ |
| 1965 | Medverkande | Du grabbar, revy Beppe Wolgers och Åke Söderqvist | Claes von Rettig | Idéonteatern |